# Santa Rosalía, Veracruz
Santa Rosalía är en ort i Mexiko.   Den ligger i kommunen Álamo Temapache och delstaten Veracruz, i den sydöstra delen av landet, 240 km nordost om huvudstaden Mexico City. Santa Rosalía ligger 9 meter över havet och antalet invånare är 314.
Terrängen runt Santa Rosalía är huvudsakligen platt, men åt sydväst är den kuperad. Runt Santa Rosalía är det ganska tätbefolkat, med 120 invånare per kvadratkilometer. Närmaste större samhälle är Tuxpan de Rodríguez Cano, 11,7 km öster om Santa Rosalía. Trakten runt Santa Rosalía består till största delen av jordbruksmark.